# Ford Explorer
La Ford Explorer est un SUV du constructeur automobile américain Ford lancé pour la première fois en 1990 et produit à plus de 7 millions d'exemplaires.

## Première génération (UN46; 1991)
Le Ford Explorer est sorti en mars 1990 en tant que véhicule de l'année modèle 1991. Comme le Bronco II qu'il a remplacé, il était un dérivé SUV de la camionnette Ranger, devenant un véhicule familial avec des capacités tout-terrain, ainsi l'Explorer était équipé de nombreuses options du Ranger. Comme ses concurrents directs, le Chevrolet S-10 Blazer et le Jeep Cherokee, le Ford Explorer était disponible en 3 et 5 portes, avec 2 ou 4 roues motrices (l'Explorer et le S-10 Blazer à cinq portes ont été lancés à moins d'un mois d'intervalle).
Pour attirer davantage les acheteurs familiaux, Ford a aérodynamiquement optimisé l'habitacle de l'Explorer, en adoptant des vitres encastrées et des portes enveloppantes ; une carrosserie plus large permettait une assise arrière à trois places. Pour optimiser l'espace de chargement, le traditionnel porte-roue de secours escamotable a été supprimé au profit d'un emplacement sous le plancher. Semblable à celui du Ford Taurus break, le hayon arrière était équipé d'une lunette arrière rabattable.
Sa silhouette est connue pour son usage dans le film Jurassic Park, c'est alors une voiture électrique et automatique montée sur rail pour la visite du parc.

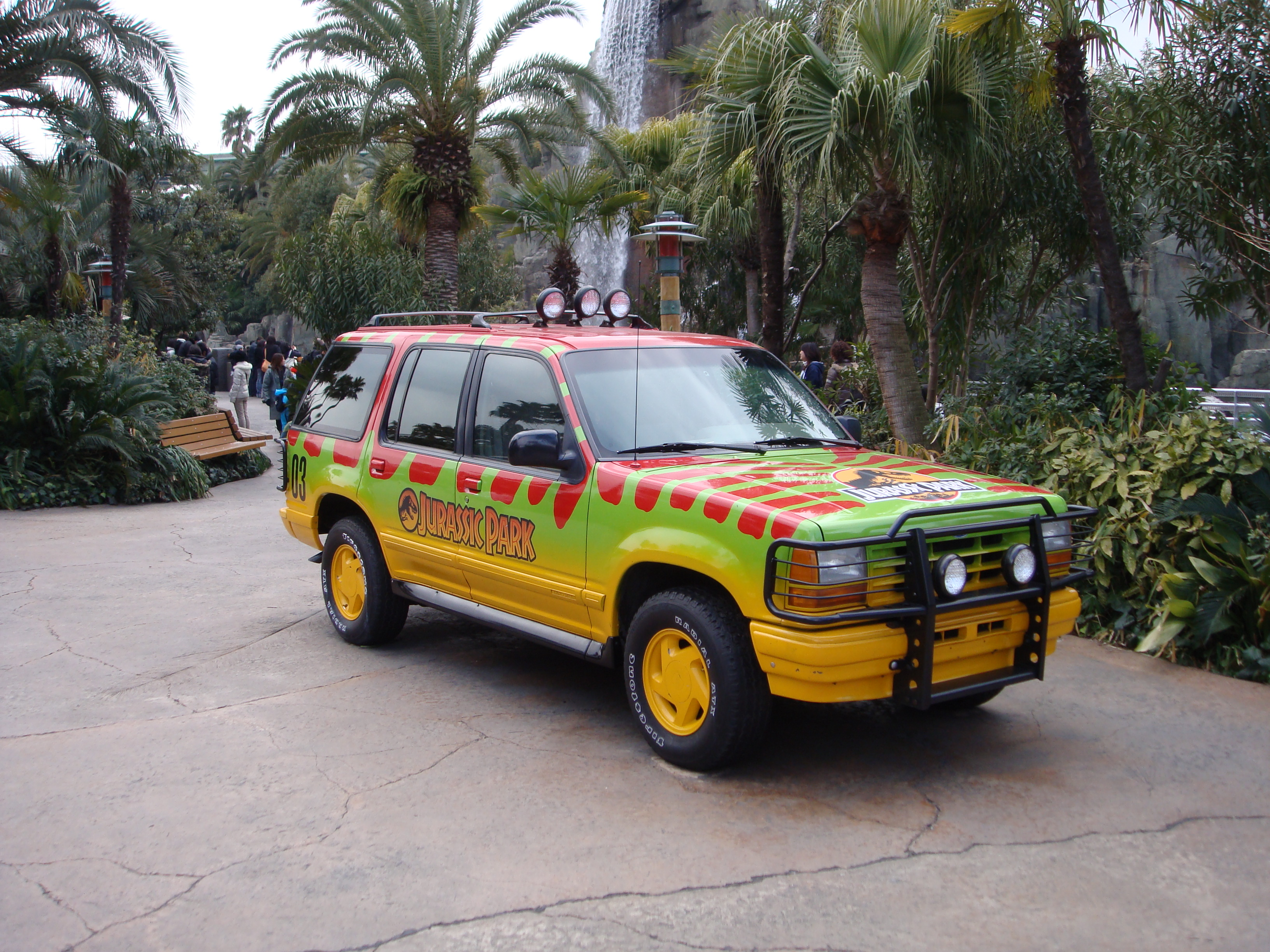
Les visiteurs de Jurassic Park voyagent dans des Ford Explorer

### Châssis
Comme pour le Bronco II, l'Explorer de première génération (code de conception UN46) partage ses fondements de châssis avec le Ford Ranger de 1983-1992. La version à trois portes utilise un empattement de 2 593 mm (206 mm de plus que le Bronco II); le cinq portes utilisent un empattement de 2 842 mm (455 mm de plus).

#### Groupe motopropulseur
Les premières générations des Explorer ont été équipées des nouveaux moteur V6 Cologne 4.0 l de 157 ch (116 kW), fabriqués à Cologne, en Allemagne, remplaçant le V6 de 2,9 L du Bronco II ; le moteur était partagé avec le Ford Aerostar et le Ranger. Il est équipé en standard d'une transmission manuelle à 5 rapports M5OD de Mazda, avec l'option d'une boite automatique A4LD que Ford construisait en France. Pour 1993, la puissance du moteur a été portée à 162 ch (119 kW).
En plus du groupe motopropulseur standard à propulsion arrière, l'Explorer était également proposé, à son lancement, avec diverses configurations de transmission intégrale à temps partiel, alimenté par une boîte de transfert Borg Warner 13–54. La boîte de transfert électrique "Touch Drive" était standard (partagée avec le Ranger et le Bronco II précédent); il permettait au véhicule de passer de la transmission à deux roues motrices à la transmission 4x4 haut de gamme (à n'importe quelle vitesse) et à la transmission 4x4 à gamme basse (à l'arrêt). En option, l'Explorer était également proposé avec une boîte de transfert manuelle (l'option était associée à des moyeux à verrouillage manuel).
Tous les Explorer étaient équipés de l'essieu avec différentiel à glissement limité 8.8 de Ford en ou en version ouverte ; plusieurs rapports d'essieu arrière pouvaient être spécifiés. Les essieux avant des modèles à quatre roues motrices étaient le Dana 35 TTB («Twin Traction Beam») avec quelques composants du Dana 44; Les modèles 4x2 partageaient les composants Twin I-Beam avec le Ranger.

### Carrosserie
Passant dans la catégorie des SUV de taille intermédiaire, l'Explorer est beaucoup plus grand que le Bronco II. Par rapport à son prédécesseur, l'Explorer trois portes est 320 mm plus long et 56 mm plus large ; un Explorer cinq portes mesure 569 mm de plus et 240 kg de plus que le Bronco II.
Partageant à nouveau un carénage avant avec le Ford Ranger (y compris le pare-chocs avant, les ailes, les phares, les roues et la calandre), l'habitacle de l'Explorer a subi des améliorations majeures par rapport à son prédécesseur. Parallèlement à l'ajout d'un style de carrosserie cinq portes, la carrosserie a subi de multiples améliorations aérodynamiques ; l'Explorer a reçu ses propres estampages de porte, des rails d'égouttement extérieurs (enveloppant les portes sur le toit) et des rétroviseurs latéraux montés sur support (remplaçant ceux intégrés aux portes). Dans ce qui allait devenir une caractéristique de conception de la gamme de modèles, les montants B et D étaient noircis (abaissant visuellement le véhicule).
L'intérieur de l'Explorer partageait son tableau de bord avec le Ranger, dans son intégralité. Conformément à ses propres estampages de porte, l'Explorer a reçu des panneaux de porte et des garnitures intérieures spécifiques au modèle. Cinq places étaient de série ; sur les versions à cinq portes, une banquette avant divisée était proposée en option, augmentant le nombre de places à six,. Sur les véhicules à trois portes, quatre places étaient de série, avec des sièges avant baquets et une banquette arrière rabattable divisée.

### Finition
En ligne avec les autres pick-up et SUV légers de Ford, l'Explorer cinq portes offrait deux niveaux de finition principaux ; XL qui servait de finition de base et XLT servant de finition haut de gamme. Partageant les caractéristiques du XLT, le thème extérieur Eddie Bauer était la finition la plus élevée. Le XL se distinguait par une calandre noire (chromée en option) avec des roues en acier, tandis que le XLT offrait une calandre chromée et des jantes en alliage ; l'Eddie Bauer proposait des jantes en alliage et une peinture bicolore.
Parallèlement à son homologue à cinq portes, l'Explorer trois portes proposait les finitions XL et Eddie Bauer. À la place de la finition XLT, le modèle à trois portes offrait une finition Sport, qui se distingue par sa carrosserie inférieure et sa calandre noire et ses jantes en alliage standard,. De 1991 à 1994, l'Explorer Sport trois portes a été rebaptisé Mazda Navajo (voir ci-dessous); le Navajo de 1991 est devenu le premier SUV à remporter le prix Motor Trend Truck of the Year.
Depuis 1994, Ford a présenté l'Explorer Limited en tant que version de luxe de la gamme de modèles. Largement conçu en tant que concurrent de l'Oldsmobile Bravada, le Limited était un véhicule à cinq portes équipé de presque toutes les caractéristiques disponibles dans la gamme de modèles (les seules options disponibles étaient un toit ouvrant, un lecteur CD et un ensemble de remorquage). Le Limited a standardisé plusieurs fonctionnalités optionnelles introduites pour l'Explorer en 1994, notamment un système antivol, une entrée sans clé et des phares automatiques. Contrairement à l'Eddie Bauer bicolore, le Limited a été conçu avec un extérieur monochromatique, y compris une calandre, une garniture de phare et des pare-chocs de couleur assortie ; les jantes en alliage et la partie inférieure de la carrosserie étaient également spécifiques au modèle.

## Deuxième génération (UN105/150; 1995)
Depuis l'année modèle 1995, Ford a sorti une deuxième génération de l'Explorer. À la suite du succès de la première génération, la refonte (intérieur, extérieur, suspensions) intervient à partir du modèle de 1995, avec la gamme de modèle recevant une carrosserie avant distincte du Ranger. La traction arrière est restée standard, avec quatre roues motrices offertes en option ; La transmission intégrale a également été introduite en option.
Pour mieux rivaliser avec le Jeep Grand Cherokee, un V8 de 4,9 litres a été introduit en option. Dans une avancée majeure en matière de sécurité, l'Explorer est passé de l'absence d'airbags à être le premier véhicule de son segment à avoir deux airbags avant (une première pour un SUV de marque américaine).
Pour 1997, la division Lincoln-Mercury a présenté son premier SUV, le Mercury Mountaineer ; contrairement au Mazda Navajo, le Mountaineer n'était vendu qu'en version cinq portes. Depuis 2001, Ford a présenté le pick-up de taille moyenne Ford Explorer Sport Trac à double cabine basé sur l'Explorer cinq portes. Après l'introduction de l'Explorer de troisième génération pour 2002, le modèle à trois portes a utilisé la carrosserie du modèle de deuxième génération tout au long de l'année modèle 2003.

### Châssis
Le Ford Explorer de deuxième génération est basé sur la plate-forme U1 de Ford partagée avec son prédécesseur, adoptant les codes de modèle UN105/UN150. Présentant des mises à niveau clés pour le châssis, qui étaient également partagées avec le Ford Ranger de 1998, la suspension avant "Twin Traction Beam" (TTB) a été abandonnée au profit d'une configuration de suspension avant à bras triangulaire court/long (BCL). En plus d'un emballage plus compact des composants de la suspension avant (permettant une ligne de capot plus basse), la conception a permis une meilleure sensation/tenue sur route. Dans la lignée des pick-up Ranger et F-Series, la suspension arrière est restée un essieu arrière à suspension à lames.
L'ABS standard aux quatre roues de la génération précédente est revenu ; les freins à tambour arrière ont été remplacés par des freins à disque aux quatre roues. Comme pour la première génération, la propulsion arrière est restée standard avec quatre roues motrices à temps partiel en option ; la transmission intégrale est devenue une option pour la première fois.

#### Groupe motopropulseur
L'Explorer de deuxième génération a repris le V6 Cologne de 162 ch (119 kW), 4,0 L de la génération précédente (partagée avec le Ranger et l'Aerostar). Pour 1996, en grande partie pour correspondre aux offres de moteurs V8 du Jeep Grand Cherokee et du Land Rover Discovery, un V8 de 4,9 L de 213 ch (157 kW) (commercialisé sous le nom de "5,0 L") a été introduit en option pour les XLT cinq portes à propulsion arrière. En 1997, le V8 était offert avec presque toutes les versions (sauf XL) et étaient jumelés à la transmission intégrale ; la puissance a été augmentée à 218 ch (160 kW) (avec des culasses révisées).
Pour 1997, un troisième moteur a été ajouté à la gamme de modèles, car Ford a introduit une version à came en tête du V6 Cologne de 4.0 L. Différent de son prédécesseur, principalement en raison de sa transmission à simple arbre à cames en tête, le moteur de 213 ch (157 kW) rivalisait en puissance avec le moteur "5,0 L". Introduit en 1998 en équipement standard pour les versions Eddie Bauer et Limited, le moteur était offert sur toutes les versions non XL. Pour 2001, la version à soupapes en tête du V6 de 4,0 L a été abandonnée, le moteur SOHC devenant la norme (et le seul moteur de l'Explorer Sport).
À la suite de l'introduction des V8 à came en tête de la série Triton pour les Ford F-Series et E-Series de 1997, l'Explorer de 2001 (deuxième génération) serait, en Amérique du Nord, le dernier véhicule de la Ford Motor Company vendu avec un moteur V8 à soupapes en tête pendant près de deux décennies (jusqu'à l'introduction en 2020 du V8 Godzilla de 7,3 L pour les pick-ups Super Duty et les E-Series fourgons tronqués de 2021).
Pour 2000, Ford a ajouté pour la première fois une capacité de flex-fuel pour l'Explorer.
Une boîte manuelle à 5 vitesses produite par Mazda était de série avec le moteur V6 à soupapes en tête de 4,0 L ; le V6 SOHC n'a été offert avec une transmission manuelle qu'en 2000, recevant une version plus lourde de la transmission à 5 vitesses de Mazda. Les Explorer V6 ont initialement reçus une boîte automatique à 4 vitesses, partagée avec le Ranger et l'Aerostar, adoptant une boîte automatique à 5 vitesses pour 1997. Le V8 de 5,0 L était uniquement associé à une boîte automatique à 4 vitesses (partagée avec le F-150, la Crown Victoria/Grand Marquis et la Lincoln Mark VIII).
Pour l'Explorer de deuxième génération, le système de quatre roues motrices a subi une refonte. L'ancien système Touch-Drive (à commande électrique) a été retiré et remplacé par le système de gestion de la transmission "ControlTrac", qui est un système de quatre roues motrices permanent à commande électronique avec une boîte de transfert à deux vitesses ; à la place d'un différentiel central, un embrayage multidisque piloté par logiciel a été introduit. La boite de transfert propose alors trois modes : 2 roues motrices (2WD), 4 roues motrices (4WD) et un rapport court (4WD low). Semblable au système Touch-Drive à bouton-poussoir précédent, un sélecteur rotatif sur le tableau de bord était utilisé par le conducteur, sélectionnant deux roues motrices (roues arrière) et quatre roues motrices (gamme haute et basse). En tant que mode intermédiaire, le mode «Auto» permettait au logiciel de contrôler le couple envoyé aux roues avant ; si l'essieu avant commençait à patiner, le couple était transféré des roues arrière aux roues avant jusqu'à ce que la traction soit obtenue. En raison de la faible demande sur la première génération, les moyeux manuels et les boîtes de transfert manuelles ont été retirés des options.
Semblable au système utilisé dans le monospace Aerostar, l'Explorer V8 utilisait un système de traction intégrale permanent sans plages hautes ou basses séparées. La transmission intégrale ne nécessitait aucune intervention du conducteur ; la répartition du couple était entièrement gérée par un embrayage visqueux avec une répartition 40/60.

### Carrosserie
Tout en ayant une ressemblance évolutive avec la génération précédente, la quasi-totalité de la carrosserie a subi des changements, avec seulement le toit et les estampages des portes latérales sont reportés. Coïncidant avec la ligne de capot basse, permise par la suspension avant redessinée, une grande partie de la carrosserie se distinguait par un carénage avant restylé, introduisant un thème de style utilisé par plusieurs autres pick-up et SUV légers de Ford à la fin des années 1990. Le logo Ovale Bleu de Ford était centré dans une calandre désormais ovale, rejointe par des faisceaux de phares ovales s'enroulant dans les ailes. Contrairement au carénage avant, la carrosserie arrière a connu relativement peu de changements, recevant des feux arrière légèrement redessinés (avec des clignotants orange). Dans un changement fonctionnel, le Ford Explorer de 1995 est le premier véhicule de production à utiliser un néon pour le troisième feu arrière stop, adopté de la Lincoln Mark VIII.
Tout en partageant à nouveau son tableau de bord directement avec le Ranger, l'intérieur de l'Explorer a subi une refonte complète (permettant le montage de doubles airbags). Pour améliorer l'ergonomie du conducteur, le tableau de bord a reçu des jauges plus grandes, des commandes de climatisation de style rotatif et un panneau radio double DIN.
Pour 1997, les Explorer du marché d'exportation ont reçu en option un siège de troisième rangée (élargissant le nombre de places à sept).
Pour 1998, Ford a donné une révision de mi-cycle pour l'extérieur de la gamme de modèle. Distinguée par des montants D arrière couleur carrosserie, des feux arrière plus grands, un emplacement de plaque d'immatriculation arrière déplacée depuis le pare-chocs arrière vers le hayon (pour être mieux accueilli à l'exportation); le feu stop central à néon a été remplacé par une version LED. Dans un autre changement, des roues de 16 pouces ont été introduites.
L'intérieur a reçu des sièges avant et arrière redessinés ; aux côtés des doubles coussins gonflables de deuxième génération, des coussins gonflables latéraux ont été introduits (en option). D'autres options comprenaient une suspension pneumatique pour le nivellement de la charge (sur Eddie Bauer et Limited) et un système d'avertissement de détection en marche arrière. La banquette avant 60/40 rarement spécifiée était limitée aux véhicules des flottes après 1998 et a été abandonnée pour 2000.
Pour 1999, le pare-chocs avant a subi une deuxième révision, ajoutant une entrée de refroidissement plus grande et des phares antibrouillard standard.
Pour 2001, l'Explorer Sport trois portes a subi une révision supplémentaire, adoptant le carénage avant du pick-up Explorer Sport Trac.

### Finition
Lors de son lancement, le Ford Explorer de deuxième génération a conservé l'utilisation de la nomenclature de finition précédente ; la version standard était le XL, le XLT servant de modèle haut de gamme. Avec la finition Eddie Bauer bicolore, le "Limited" monochromatique est encore une fois la finition ultime. Pour 2000, le XLS a remplacé le XL en tant que finition de base (introduit en tant que finition d'apparence pour 1999).
Contrairement aux Explorer cinq portes, les Ford Explorer trois portes de deuxième génération sont passés à une nomenclature de finition distincte. Alors que le XL est resté le modèle de base (en grande partie pour les flottes), la plupart des exemplaires étaient produits sous un seul niveau de finition, le Sport (à nouveau équipé de la même manière que le XLT). La série est à présent déclinée en deux caisses, le 3 portes Explorer Sport et le 5 portes Explorer. Comme l'Explorer 5 portes, l'Explorer Sport est significativement redessiné pour 1995. La finition Eddie Bauer a été remplacée par la finition Expedition sur les 3 portes, le nom Expedition a été repris sur le nouveau modèle homonyme en 1997, mais cette finition a disparu à partir du millésime 1996.
Pour 1998, tous les Explorer trois portes sont devenus des Explorer Sport ; ce modèle a été produit aux côtés de l'Explorer de troisième génération jusqu'à l'année modèle 2003. L'Explorer Sport Trac est introduit en 2001. C'est un Explorer, avec l'ajout d'une benne à l'arrière des 4 portes.

### Épilogue
En dehors de l'Amérique du Nord, cette génération d'Explorer était commercialisée en configuration conduite à droite[réf. nécessaire] Depuis 2018, les pays à conduite à droite (comme le Japon) exportent des exemplaires d'Explorer vers d'autres pays (comme l'Australie et la Nouvelle-Zélande) où il existe une demande de SUV à conduite à droite. En raison des lois strictes du Japon, les véhicules d'occasion ont tendance à avoir un faible kilométrage avec des historiques de réparation détaillés.
Aux États-Unis, le Ford Explorer de deuxième génération a la distinction (douteuse) d'être deux des cinq premiers véhicules échangés dans le cadre du programme 2009 «Cash for Clunkers», avec le modèle à 4 roues motrices en tête de liste et le modèle à 2 roues motrices arrivant au numéro 4.

## Troisième génération (U152; 2002)
Le Ford Explorer de troisième génération a été mis en vente en janvier 2001 pour l'année modèle 2002. Subissant sa première refonte complète depuis son introduction, l'Explorer a mis fin à son modèle commun direct avec le Ford Ranger en faveur d'un design de SUV spécialement conçu. À la suite d'une baisse de la demande pour les SUV trois portes, Ford a développé l'Explorer de troisième génération uniquement en tant que voiture familiale à cinq portes; l'Explorer Sport trois portes, de la deuxième génération, a continué sa production tout au long de l'année modèle 2003.
Le principal objectif du développement de la gamme de modèles était de rendre l'Explorer plus compétitif sur les marchés nationaux et d'exportation. En plus de régler le véhicule pour une conduite européenne à plus grande vitesse, Ford a également comparé la gamme de modèles au Lexus RX300 et au Volkswagen Touareg (alors en développement). La division Lincoln-Mercury a commercialisé l'Explorer de troisième génération, avec Mercury introduisant une deuxième génération du Mercury Mountaineeer; Lincoln a offert sa première version de l'Explorer, commercialisant le Lincoln Aviator de 2003 à 2005.

### Châssis
L'Explorer de troisième génération (code de conception U152) a marqué un changement majeur dans la gamme de modèles, mettant fin à la communalité de châssis avec le Ford Ranger. Tout en conservant la construction de carrosserie sur châssis, le châssis U152 a été spécifiquement développé pour l'Explorer de troisième génération (et ses homologues Lincoln-Mercury). L'empattement a été légèrement allongé, à 2 888 mm. Outre la propulsion arrière, l'Explorer de troisième génération était proposé avec à la fois quatre roues motrices et une transmission intégrale permanente.
À la suite de la refonte de la suspension avant de l'Explorer de la génération précédente, Ford a repensé la disposition de la suspension de l'essieu arrière, en remplaçant l'essieu arrière à lames dynamique par un essieu arrière indépendant situé par deux demi-arbres (similaire au châssis MN12 de Ford). La configuration à 4 roues indépendante était une première pour les SUV et pick-ups de la Ford Motor Company et les SUV du marché américain (à l'exception du Hummer H1 dérivé du HMMWV). Comme pour la génération précédente, les freins à disque aux quatre roues étaient de série avec un système de freinage antiblocage.

#### Groupe motopropulseur
Repris de la génération précédente, un V6 de 4,0 L de 213 ch (157 kW) était le moteur de série. Le V8 de 5,0 L de la génération précédente a été retiré, l'Explorer adoptant en option un moteur V8 modulaire de 4,6 L de 242 ch (178 kW) (partagé avec la Ford Crown Victoria/Mercury Grand Marquis); l'Explorer était le dernier Ford américain à moteur V8 à adopter le moteur de 4,6 litres.
Pour 2002, la transmission manuelle à 5 vitesses était un équipement standard avec le V6 de 4,0 L, ce fut la dernière année où une transmission manuelle a été offerte pour la gamme de modèle. De 2003 à 2005, la transmission automatique 5R55 de Ford à 5 vitesses (auparavant en option pour le V6 de 4,0 L) était jumelée au V6 de 4,0 L et au V8 de 4,6 L.

### Carrosserie
Contrairement au Ford Explorer de deuxième génération (qui était une révision majeure de la gamme de modèles de première génération), le Ford Explorer de troisième génération était une refonte complète (mettant fin à tous les communalité de carrosserie avec le Ford Ranger). Offert uniquement en tant que familiale à cinq portes, la gamme de modèles a fait revenir plusieurs éléments de design extérieur des Explorer de la génération précédente (piliers B et D noircis, fenêtre de quart dans les portes arrière); la calandre et les feux arrière étaient des éléments adoptés du plus grand Ford Expedition. Le Ford Explorer de 2002 a introduit un thème de conception adopté par plusieurs véhicules Ford, y compris le Ford Expedition de 2003, le Ford Freestar de 2004 et le Ford Freestyle familiale et la Five Hundred berline de 2005.
Proportionné à peu près de la même manière que les deux générations précédentes, l'Explorer de troisième génération étaient 25 mm plus court, 51 mm plus large et 51 mm plus long en empattement. Plusieurs changements fonctionnels ont été apportés à l'Explorer dans le cadre de la refonte de la suspension arrière. Le changement a permis un plancher de chargement arrière plus bas, ajoutant près de 10 pieds cubes d'espace de chargement supplémentaire. Offert sur presque toutes les versions, un siège rabattable de troisième rangée était proposé en équipement de série ou en option (extension des places à sept). Pour 2004, une configuration de siège arrière baquet est devenue une option pour les modèles haut de gamme, y compris une deuxième console centrale (réduisant les places à six),. Suivant la conception des générations précédentes, l'Explorer de troisième génération a de nouveau reçu un hayon arrière à ouverture multiple, agrandissant l'ouverture de la lunette arrière (partiellement recouverte par un panneau de remplissage, abritant le lave-glace arrière).

### Finition
Pour l'année modèle 2002, le Ford Explorer de troisième génération a adopté la nomenclature de finition de son prédécesseur. La finition de base de la gamme de modèles était le XLS (destiné en grande partie à la vente des flottes) avec le nouveau XLS Sport, qui normalisait de nombreuses options offertes dans le XLS. Le niveau de finition principal de l'Explorer était le XLT, divisé en deux versions; le XLT standard qui a reçu un extérieur monochromatique et le XLT Sport qui a reçu une garnitures de carrosserie grise et des roues de 17 pouces Les Eddie Bauer et Limited sont revenus en tant que versions haut de gamme de l'Explorer, avec l'Eddie Bauer qui se distingue par des garnitures de carrosserie de couleur bronzage; le Limited était conçu avec un extérieur couleur carrosserie.
Pour 2003 et 2004, Ford commercialise l'Explorer version NBX. Équipé entre le XLT et l'Eddie Bauer/Limited, l'Explorer NBX était une version de l'Explorer orientée pour le hors piste, équipé de pneus tout-terrain, de pare-chocs et de revêtement de carrosserie noirs, de barres de toit robustes et de garnitures de siège personnalisées. Le NBX était également offert avec une finition optionnelle Off-Road; offerte avec n'importe quel Explorer à quatre roues motrices, l'option comprenait des plaques de protection, des crochets de remorquage et une suspension améliorée.

### Sécurité
En cours de développement à la fin des années 1990, l'Explorer de troisième génération a adopté des caractéristiques de sécurité en réponse à la controverse sur la séparation de la bande de roulement qui a affecté la gamme de modèles de la génération précédente. Parallèlement à la suppression des pneus Firestone Wilderness AT, afin de réduire davantage le risque de tonneau, les essieux avant et arrière ont été élargis (ce dernier, coïncidant avec l'introduction de la suspension arrière indépendante). En option, l'AdvanceTrac a été introduit en tant que système de contrôle de la stabilité,. Pour 2005, l'AdvanceTrac a été repensé, devenant l'AdvanceTrac RSC (Roll Stability Control); inclus en standard, le système utilise l'ABS, le contrôle de traction, le contrôle de stabilité et le contrôle d'embardée pour réduire le risque de tonneau.
En plus des doubles coussins gonflables de série pour les sièges avant, des prétensionneurs de ceinture de sécurité ont été ajoutés; les airbags rideaux latéraux sont devenus une option sur toutes les versions de la gamme de modèles,,.

## Quatrième génération (U251; 2006)
Pour l'année modèle 2006, le Ford Explorer et le Mercury Mountaineer ont tous deux été mis à jour sur un nouveau cadre, produit par Magna International plutôt que Tower Automotive. Parallèlement à ce nouveau châssis plus solide, Ford a mis à jour l'intérieur, redessiné la suspension arrière et ajouté en option des sièges de troisième rangée rabattables électriquement. De plus, un système de surveillance de la pression des pneus et un contrôle électronique de la stabilité sont devenus des équipements standard. Des marchepieds électriques, comme ceux du Lincoln Navigator, ont également été mis à disposition sur l'Explorer et le Mountaineer; les marchepieds s'abaissent pour permettre un accès plus facile lors de l'entrée dans le véhicule, puis se rétractent à la fermeture de la porte. Contrairement aux générations précédentes, il n'y avait pas d'option de conduite à droite disponible à la commande, ce qui a poussé Ford à commercialiser des Explorer au Japon en configuration conduite à gauche. Les Explorer à conduite à gauche y étaient souhaitables car les véhicules à conduite à gauche sont considérés comme prestigieux au Japon. De plus, Ford est passé à une conception d'hayon arrière monobloc en raison des problèmes associés à la conception du hayon de la génération précédente.
L'Explorer de cette génération serait le dernier à utiliser la construction carrosserie sur châssis, car à partir de 2011, les futurs Explorer utiliseraient une construction monocoque. De plus, c'était la dernière génération à être produite à Louisville, Kentucky.
Le V6 SOHC à 12 soupapes de 4,0 L de 213 ch (157 kW) était une fois de plus le moteur standard. Un V8 SOHC à 24 soupapes de 4,6 L de 296 ch (218 kW) plus puissant, similaire au moteur de la Ford Mustang de cinquième génération, était disponible en option. La transmission automatique 6R à 6 rapports, construite par Ford et basée sur une conception de ZF, était également équipée de série avec le moteur V8. La transmission automatique 5R55W à cinq vitesses a été perfectionnée et est devenue la 5R55S. C'était la seule transmission disponible pour le moteur V6, car la transmission manuelle à cinq vitesses de Mazda a été abandonnée dans la génération précédente.
Le Ford Explorer de 2006 a été nommé pour le prix du SUV nord-américain de l'année 2006.
La quatrième génération d'Explorer était la dernière génération à avoir également un homologue Mercury Mountaineer car Mercury a été dissous en 2011.

### Modifications par année modèle
Pour 2007, l'Explorer a reçu quelques mises à jour mineures, y compris une entrée AUX standard sur toutes les chaînes stéréo, marchepieds électriques en option, un pare-brise chauffant, finition Ironman, finition d'apparence XLT et ensemble de sièges chauffants en cuir. La version XLS a également été abandonnée pour 2007, et le XLT est devenu le modèle de base. De plus, le volant gainé de cuir, siège conducteur électrique et les miroirs de courtoisie à double éclairage ont été supprimés en tant qu'équipement standard de la version XLT. Les airbags rideaux latéraux étaient en option sur les versions Eddie Bauer et Limited, tandis que les modèles XLT n'étaient disponibles qu'avec des airbags latéraux montés dans le siège. Le Ford Explorer Sport Trac a également été réintroduit pour l'année modèle 2007 après avoir sauté 2006.
Pour 2008, Ford a ajouté de série des airbags rideaux latéraux sur tous les Explorer. Le Ford Explorer de 2008 est également devenu le premier véhicule Ford à utiliser le système de remplissage de carburant sans bouchon, bien que les Explorer n'en aient pas été équipés avant le milieu de l'année 2008. Trois nouvelles couleurs ont été ajoutées pour l'année modèle 2008: Stone Green Clearcoat Metallic, Vapor Silver Clearcoat Metallic et White Suede Clearcoat Metallic. Tous les Explorer sont désormais équipés de série d'un revêtement de pare-chocs et de contour de passage de roue couleur carrosserie, tandis que les modèles Eddie Bauer reçoivent un revêtement Pueblo Gold standard. Sur la porte du coffre, le badge AdvanceTrac des modèles 4 roues motrices a été remplacé par un badge «4X4». Dans une inversion de l'année modèle 2007, un volant gainé de cuir avec commandes audio,siège conducteur électrique et les miroirs de courtoisie à double éclairage étaient à nouveau de série dans le XLT. En plus de cela, les modèles XLT ont également reçu une garniture en fibre de carbone synthétique sur les interrupteurs de fenêtre, feux de position et une console au pavillon standard. En outre, Ford SYNC était désormais en option sur tous les modèles de Ford Explorer et le système de navigation par satellite optionnel a été mis à niveau avec une commande vocale. La finition d'apparence Ironman a été abandonné après l'année modèle 2008.
Pour 2009, l'Explorer a reçu en équipement standard un système de contrôle pour le balancement des remorques, et le système de navigation a reçu une surveillance de la circulation avec mis à jour des prix de l'essence des stations voisines. Les appuis-tête avant révisés étaient également de série pour l'année modèle 2009.
Pour l'année modèle 2010, la MyKey de Ford est devenue la norme sur tous les Explorer équipés du système Sync, tandis que les moteurs V8 étaient limités aux modèles à 4 roues motrices.
Le dernier Explorer de quatrième génération est sorti de la chaîne de montage le 16 décembre 2010.

### Caractéristiques du moteur
| V6 Cologne SOHC de Ford de 4,0 L | V6 Cologne SOHC de Ford de 4,0 L |
| -------------------------------- | -------------------------------- |
| Année modèle                     | 2006–2010                        |
| Puissance (nette)                | 213 ch (157 kW)                  |
| Couple (net)                     | 344 N m                          |

| V8 Modular SOHC de Ford de 4,6 L | V8 Modular SOHC de Ford de 4,6 L |
| -------------------------------- | -------------------------------- |
| Année modèle                     | 2006–2010                        |
| Puissance (nette)                | 296 ch (218 kW)                  |
| Couple (net)                     | 427 N m                          |

### Explorer Ironman
En 2005, Ford a signé un contrat de trois ans pour sponsoriser l'Ironman Triathlon. Le directeur marketing du Ford Explorer, Glen Burke, a comparé l'Explorer et l'Ironman Triathlon; notant que les deux avaient les mêmes attributs de force, d'endurance et de passion. En conséquence, Ford a créé un véhicule pour refléter ces qualités. L'Explorer Ironman, qui a fait ses débuts le 25 juin 2006 pour l'année modèle 2007, était une finition d'apparence intérieure et extérieure pour la version XLT. Il comportait de nombreux éléments clés et des éléments de style uniques non disponibles sur les autres Explorer, comme une calandre noire, une calandre inférieure argentée de style "saillie" avec motifs de rivets et estampage "Ironman", un carénage arrière unique, insigne Ironman, phares fumés, feux de brouillard ambre, élargisseurs d'ailes noircis avec motifs de rivets et roues uniques de 18 pouces. L'intérieur comportait des sièges en cuir noir et pierre chauffants et à réglage électrique en dix directions, ainsi qu'une garniture argentée autour de la radio et des commandes de climatisation. De plus, un volant gainé de cuir était de série. L'Explorer Ironman n'était disponible qu'en cinq couleurs: Oxford White, Ebony (Black), Redfire, Silver Birch, ainsi qu'Orange Frost; qui était une couleur unique uniquement disponible avec la finition Ironman. L'Ironman pouvait être utilisé avec le V6 SOHC de 4,0 L standard ou le V8 de 4,6 L, et dans des configurations à propulsion standard ou à 4 roues motrices. L'Explorer Ironman a été mis en vente en septembre 2006 en tant que modèle de 2007, et il a été abandonné après l'année modèle 2008.

### Ford Explorer Sport Trac
Le Sport Trac de deuxième génération est sorti début 2006 pour l'année modèle 2007. Contrairement à son prédécesseur vendu jusqu'en 2005, il présentait un moteur V8 en option et était basé sur la plate-forme de l'Explorer de cette génération. L'AdvanceTrac avec le Roll Stability Control est devenu standard sur le Sport Trac.

### Sport Trac Adrenalin
Pour l'année modèle 2007, l'équipe des véhicules spéciaux de Ford a construit le concept Sport Trac Adrenalin avec une version suralimentée du V8 modulaire de 4,6 L, de 395 ch (291 kW) et des roues de 21 pouces (533 mm). Le modèle a été conçu par Ford SVT pour être le successeur du pick-up sport F-150 Lightning. Cependant, la version SVT de l'Adrenalin a été annulée dans un mouvement de réduction des coûts dans le cadre du programme The Way Forward. L'Adrenalin a ensuite été vendu sous forme de finition d'apparence de 2007 à 2010. Il avait des phares noircis, calandre noir, intérieur couleur monochrome, pare-chocs avant et arrière uniques, évents sur les ailes avant et marchepieds moulés. Il est également livré de série avec des roues de 20 pouces en aluminium poli, et les élargisseurs d'ailes fournis sur l'Explorer et le Sport Trac standard ont été supprimés.

### Concept Explorer America
Ford a dévoilé le concept car Explorer America au Salon international de l'auto de l'Amérique du Nord 2008,,. Le concept Explorer America est construit sur une plate-forme monocoque pour réduire le poids et améliorer la maniabilité, en migrant depuis la plate-forme carrosserie sur châssis de l'Explorer de quatrième génération. Il est conçu pour accueillir jusqu'à six passagers tout en améliorant l'économie de carburant de 20 à 30% par rapport à Explorer V6 actuel. Les groupes motopropulseurs du véhicule concept comprennent un moteur essence quatre cylindres EcoBoost à injection directe turbocompressé de deux litres avec 279 ch (205 kW) et 380 N m de couple, et une version V6 EcoBoost de 3,5 L avec 345 ch (254 kW) et jusqu'à 461 N m de couple.

## Cinquième génération (U502; 2011)
L'Explorer de 2011 (5e génération) ressemblait au concept Explorer America et comprend une structure monocoque basée sur la plate-forme D4, une version modifiée de la plate-forme D3,. Le passage d'un SUV traditionnel à un crossover a effectivement évacué, pour Ford, le segment des SUV intermédiaires jusqu'à l'arrivée de la sixième génération de Bronco, prévue pour juillet 2020.
L'Explorer de cinquième génération est doté de montants A, B et D noircis pour produire un effet de toit flottant similaire à la conception de toit flottant de Land Rover utilisé sur ses véhicules utilitaires sportifs ; un design que Ford utilisait auparavant sur le Ford Flex. L'Explorer de cinquième génération présente une carrosserie sculptée avec des phares à gradins similaires à ceux des Flex, Edge, Escape, Expedition et F-150, ainsi que de nouveaux feux arrière à gradins. La calandre présente la conception à trois barres de l'entreprise Ford avec un travail supérieure et inférieure en maille perforée, similaire à celle de la Ford Taurus de sixième génération.
Le développement de l'Explorer de cinquième génération a été dirigé de février 2008 à octobre 2010 par l'ingénieur en chef Jim Holland, qui était également ingénieur en chef pour Land Rover ; de décembre 2001 à décembre 2004, il était responsable du développement du lifting du Land Rover Range Rover (L322) de 2005. Holland a également travaillé sur le Ford Expedition (U324) lors de son développement initial.
L'Explorer de cinquième génération a fait ses débuts en ligne le 26 juillet 2010. Ford avait créé une page Facebook Ford Explorer avant ses débuts. Depuis le 1er décembre 2010, l'assemblage de l'Explorer de cinquième génération a déménagé à l'usine d'assemblage de Ford à Chicago, où il est construit aux côtés des Ford Taurus et Lincoln MKS. L'usine de Louisville, où la génération précédente était construite, a été convertie pour produire des voitures basées sur la plate-forme mondiale C de Ford (y compris potentiellement la Ford Focus, le Ford C-Max et le Ford Kuga). Comme l'Escape, l'Explorer continuera à être commercialisé en tant que «SUV» plutôt qu'en tant que «crossover». Il a été mis en vente en décembre 2010, après que les ventes de pré-lancement s'élevaient à environ 15 000 unités fines novembre 2010. La consommation de carburant évaluée par l'EPA était de 11,8 L/100 km en ville, 8,4 L/100 km sur autoroute pour l'option de moteur quatre cylindres EcoBoost.

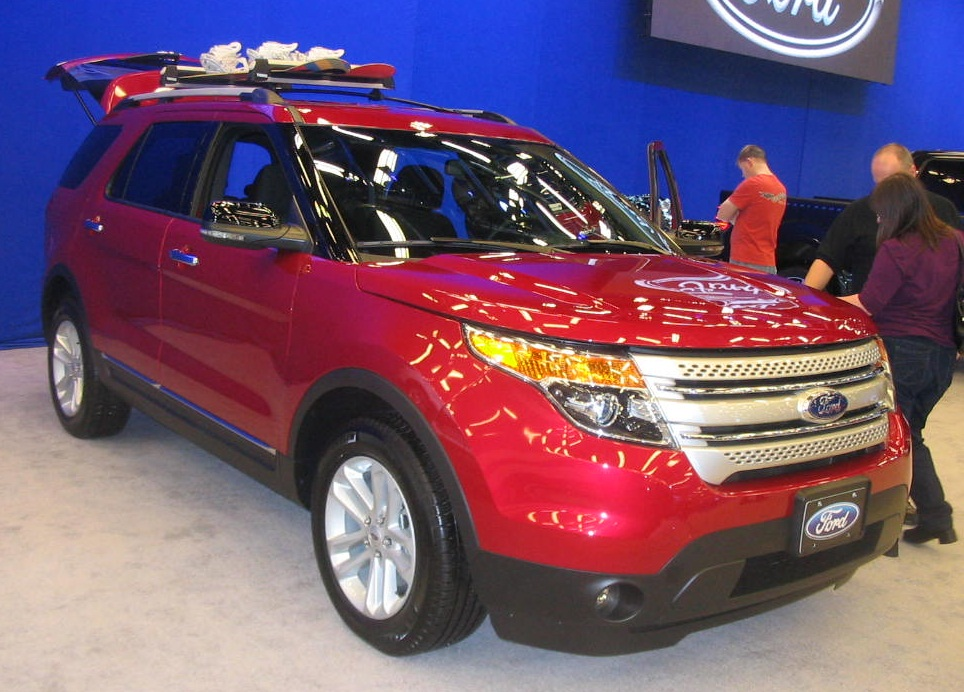
Phase 1

### Fonctionnalités
Les fonctionnalités disponibles sur la cinquième génération d'Explorer incluent un accès intelligent avec démarrage par bouton-poussoir, démarrage à distance du moteur, hayon électrique, pédales à réglage électrique avec mémoire, sièges garnis de cuir de première qualité, sièges avant chauffants et refroidissants, système de divertissement DVD sur les deux appuie-tête, régulateur de vitesse adaptatif, aide au stationnement active, SIRIUS Travel Link, MyFord Touch, Ford SYNC par Microsoft, système audio Sony avec radio HD et marquage Apple iTunes, système de navigation avancé intégré au tableau de bord, pare-brise SoundScreen stratifié, acoustique et teinté avec essuie-glaces détecteurs de pluie, roues de 20 pouces en aluminium poli à rayons en V, phares à décharge à haute intensité (DHI) et feux arrière à LED.
Contrairement au concept car Explorer America qui ne peut accueillir que cinq occupants, l'Explorer de série comprend deux rangées de sièges avec des sièges PowerFold de troisième rangée rabattables à plat (comme dans la génération précédente) et peut accueillir jusqu'à sept occupants.

### Sûreté et sécurité
Les caractéristiques de sécurité comprennent : Deux coussins gonflables SRS adaptatifs à l'avant, doubles coussins gonflables latéraux aux sièges avant, doubles coussins gonflables aux ceintures de sécurité arrière (livrables depuis le premier trimestre 2011) et rideaux gonflables latéraux pour la tête, le torse et en cas de tonneau. Parmi les autres caractéristiques de sécurité en option, citons le système d'information sur les angles morts BLIS avec alerte de trafic transversal arrière, avertisseur de collision avant avec système d'assistance au freinage en cas de pré-collision, feux de route automatiques, contrôle de stabilité du roulis (CSR), contrôle électronique de la stabilité (CES) et contrôle de courbe.
L'Explorer de cinquième génération a été le tout premier véhicule à être équipé de deux ceintures de sécurité gonflables à l'arrière. Les coussins gonflables sont cousus à l'intérieur des ceintures de sécurité et se gonflent à l'air froid pour éviter les brûlures. Ford affirme qu'il sera mis en option et qu'il introduira éventuellement des ceintures de sécurité gonflables sur d'autres modèles Ford.

### Rappel global
Le 12 juin 2019, Ford a annoncé un rappel mondial de 1,2 million d'Explorer produits de 2011 à 2017 en invoquant des problèmes de suspension. Ford a déclaré que si la voiture était soumise à de fréquents trajets sur un terrain accidenté, la biellette de la suspension arrière pouvait se rompre, ce qui affecterait la direction et entraînerait de plus grands risques d'accidents de la route.

#### NHTSA
| Global (2013–aujourd'hui)           | 5/5 étoiles |
| Global (2012)                       | 4/5 étoiles |
| Conducteur frontal                  | 4/5 étoiles |
| Passager frontal (2013–aujourd'hui) | 5/5 étoiles |
| Passager frontal (2012)             | 4/5 étoiles |
| Conducteur latéral                  | 5/5 étoiles |
| Passager latéral                    | 5/5 étoiles |
| Poteau latéral conducteur           | 5/5 étoiles |
| Tonneau traction avant              | /16.9%      |
| Tonneau traction intégrale          | /17.4%      |

| Décalage frontal à chevauchement modéré                     | Bien                 |
| Décalage frontal avec petit chevauchement (côté passager)   | Mauvais              |
| Décalage frontal avec petit chevauchement (côté conducteur) | Marginal*(2013–2019) |
| Impact latéral                                              | Bien                 |
| Résistance du toit                                          | Bien                 |

*structure du véhicule classée «Mauvais»

### Récompenses
Le Ford Explorer de cinquième génération a remporté le prix du SUV nord-américain de l'année 2011. Les ceintures de sécurité arrière gonflables ont remporté le prix de la meilleure nouvelle technologie 2011 de l'Association des journalistes automobiles du Canada.

### Ford Explorer Sport de 2013
Le Ford Explorer Sport a été annoncé le 28 mars 2012 en tant qu'option pour l'année modèle 2013 et a été mis en vente en juin 2012. Le niveau de finition «Sport» comprend des traitements extérieurs noircis, un châssis et une suspension renforcés, des freins plus gros et l'installation du V6 EcoBoost Twin Turbo de 3,5 L d'une puissance de 370 ch (272 kW) et 470 N m de couple. C'est la seule version à proposer une option 4 roues motrices/EcoBoost combinée (la version à traction avant n'est pas proposée pour la version Sport), permettant une consommation moyenne de se situer entre 14,7 L/100 km en ville et 10,7 L/100 km sur autoroute. Cette version sera insérer au-dessus de la version Limited et devrait concurrencer, dans ce segment, la version SRT du Jeep Grand Cherokee et les finitions R/T du Dodge Durango et le Chevrolet Traverse de 2013 nouvellement mise à jour, ce dernier a dévoilé son nouveau look le même jour que l'Explorer Sport, en réponse à l'actualité de Ford.

### Lifting de 2016
Le Ford Explorer rafraîchi l'année modèle 2016 a fait ses débuts au Salon de l'auto de Los Angeles 2014, avec un carénage avant, un capot et un pare-chocs inférieur redessinés, des feux de croisement à LED de série et des antibrouillards inspirés de la treizième génération du Ford F-150. L'arrière de l'Explorer a également été rafraîchi avec des feux arrière à LED redessinés et deux sorties d'échappement. Le rafraîchissement de 2016 a transformé le moteur quatre cylindres en ligne en un moteur quatre cylindres EcoBoost de 2,3 litres de la Ford Mustang de 2015. Une nouvelle finition Platinum vient maintenant compléter la gamme, se situant au-dessus des finitions Sport et Limited. Semblable aux éditions Platinum des pick-ups F150 et Ford Super Duty, la version Platinum comprend des caméras avant et arrière, aide au stationnement active améliorée avec aide au stationnement en bataille, aide en sortie de stationnement et stationnement semi-automatique en créneau, hayon mains libres du Ford Escape, un système exclusif de son surround Sony de 500 watts et un volant chauffant. La version Platinum est jumelée à un V6 EcoBoost biturbo 3,5 litres de 370 ch (272 kW) qui n'était auparavant disponible qu'avec la version Sport. L'Explorer de 2016 a été mis en vente chez les concessionnaires à l'été 2015. Outre l'ajout de la finition haut de gamme Platinum, ainsi que des jantes en alliage standard de 18 pouces sur la version de base de l'Explorer, les changements concernent principalement le style, les combinaisons de couleurs extérieures et intérieures, la technologie et la puissance.

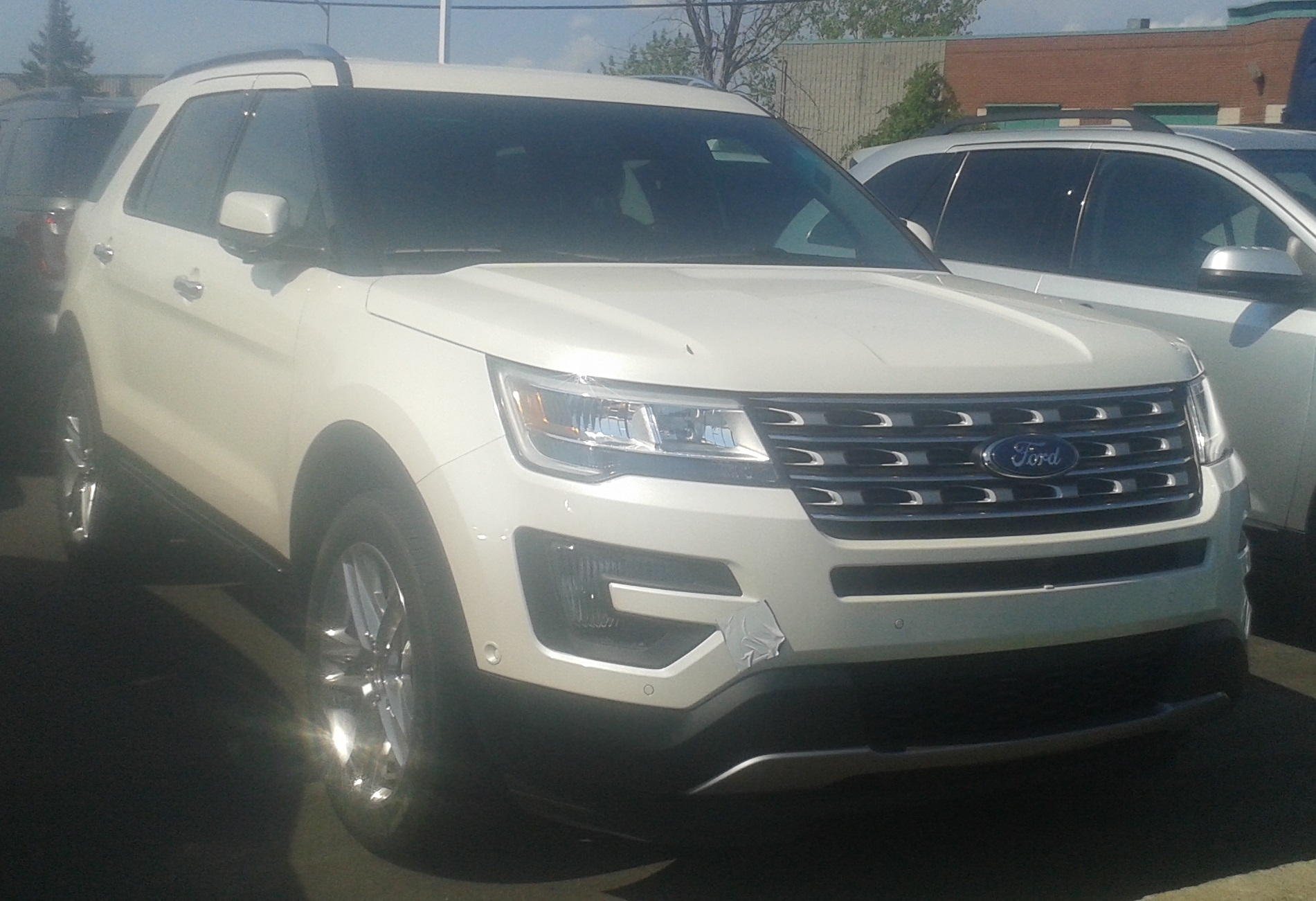
Phase 2

### Lifting de 2018
Le Ford Explorer a reçu un deuxième lifting qui comprend une partie avant rafraîchie avec des phares à LED révisés et des phares antibrouillard à LED redessinés, ainsi que de nouvelles couleurs extérieures, de nouvelles couleurs intérieures et de nouveaux designs de roues.

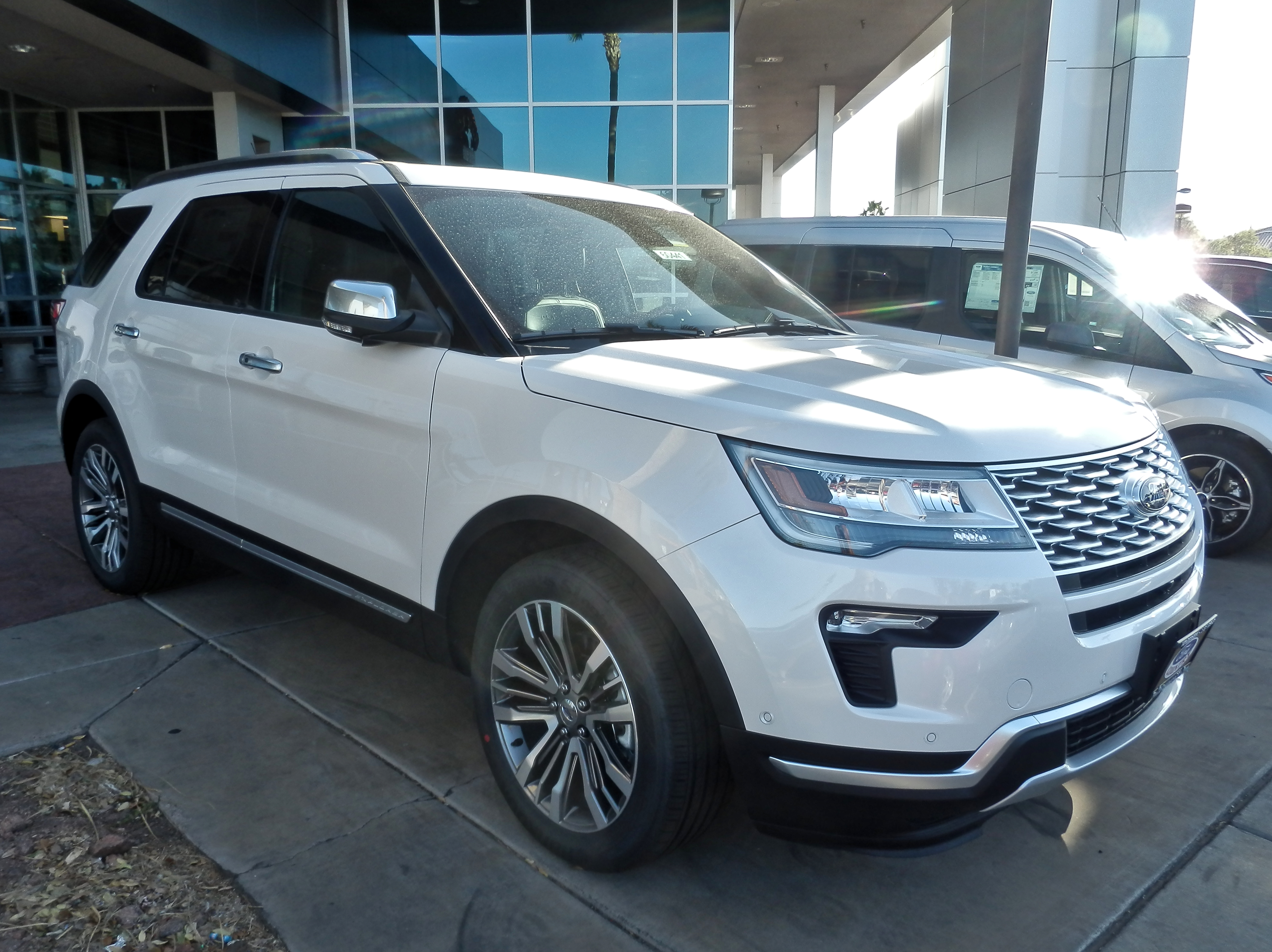
Phase 3

### Mise à jour de 2019
Le Ford Explorer a reçu deux nouvelles finitions pour l'année modèle 2019. Les finitions XLT Desert Copper et Limited Luxury. C'était la dernière année modèle de cette génération d'Explorer, juste avant que l'Explorer de 2020 entre en production.

### Moteurs
| Type                                                    | Année modèle                          | Puissance                      | Couple                 |
| ------------------------------------------------------- | ------------------------------------- | ------------------------------ | ---------------------- |
| Quatre cylindres en ligne EcoBoost de 2,0 L (1 999 cm3) | 2012–2015                             | 243 ch (179 kW) à 5 500 tr/min | 366 N m à 3 000 tr/min |
| Quatre cylindres en ligne EcoBoost de 2,3 L (2 253 cm3) | 2016–2019                             | 284 ch (209 kW) à 5600 tr/min  | 420 N m à 3 000 tr/min |
| V6 Duratec 35 (3 496 cm3)                               | 2011–2019                             | 294 ch (216 kW) à 6 500 tr/min | 346 N m à 4 000 tr/min |
| V6 EcoBoost TT de 3,5 L (3 497 cm3)                     | 2013–2019                             | 370 ch (272 kW) à 5 500 tr/min | 475 N m à 3 500 tr/min |
| V6 de 3,7 L (3 700 cm3)                                 | 2013-2019, Police Interceptor Utility | 308 ch (227 kW) à 6 500 tr/min | 378 N m à 4 000 tr/min |

## Sixième génération (U625; 2020)
Ford présente la 6e génération du Ford Explorer le 9 janvier 2019 au salon de Détroit 2019 dans une variante ST motorisée par un V6 3.0 biturbo de 406 ch (298 kW) en quatre roues motrices et boîte automatique à 10 rapports. Le Ford Explorer de 2020 est construit sur la nouvelle plate-forme CD6 à propulsion arrière qui est partagée avec le nouveau Lincoln Aviator. Un modèle de haute performance, le Ford Explorer ST, sera également proposé. Le moteur quatre cylindres en ligne EcoBoost turbocompressé de 2,3 litres est le moteur de série du nouveau Explorer, avec 304 ch (224 kW) et 420 N m de couple. Il est livré avec une nouvelle transmission automatique à 10 vitesses et une traction arrière ou intégrale. Sa capacité de remorquage maximale est de 2 404 kg. Le moteur optionnel V6 EcoBoost de 3,0 litres à double turbocompresseur développe 370 ch (272 kW) et 515 N m de couple, tandis que le ST, avec le même moteur, développe 406 ch (298 kW) et 563 N m de couple. Il s'accouple également avec une boîte automatique à 10 vitesses et voit une augmentation de la capacité de remorquage à 2 540 kg. Un Explorer hybride sera également disponible aux États-Unis avec un V6 de 3,3 litres initialement désaccordé et produisant une puissance combiné de 322 ch (237 kW). Mais dans un futur possible, une version entièrement réglée pourrait produire plus de 507 ch (373 kW) de puissance combinée, soit le moteur V6 non turbo le plus puissant jamais créé. La version européenne aura un moteur essence V6 entièrement réglé de 3,0 litres et 355 ch (261 kW) et un moteur électrique de 101 ch (75 kW) avec une puissance combinée de 456 ch (336 kW) et 813 N m. Il aura une consommation de carburant de 3,4 L aux 100 km et pourra remorquer 2 500 kg. Il est vendu en Europe début 2020 uniquement en version hybride rechargeable. L'Explorer de 2020 est disponible en quatre niveaux de finition: XLT, Limited, ST et Platinum. L'Explorer de base sera principalement vendu aux acheteurs des flottes et ne sera pas disponible à la vente au détail,.
Des milliers de véhicules Explorer et Aviator initiaux ont été expédiés à l'usine d'assemblage de Ford à Flat Rock pour des réparations en raison de problèmes de contrôle de la qualité. Les modèles ultérieurs ont été expédiés depuis l'usine de Chicago vers les concessionnaires; cependant, de nombreuses réparations ont dû être effectuées par le concessionnaire avant de pouvoir être vendues. Consumer Reports a noté que leur Aviator acheté avait eu des problèmes de qualité.

### Sécurité
L'Explorer de 2020 reçoit le prix MEILLEUR CHOIX DE SÉCURITÉ+ de l'IIHS. (S'applique uniquement aux véhicules construits après mai 2020)
- Petit chevauchement avant côté conducteur : Bien (structure du véhicule classée «Bien»)
- Petit chevauchement avant côté passager : Pas testé
- Chevauchement modéré à l'avant : Bien
- Latéral : Bien
- Résistance du toit : Bien
- Appuie-tête et sièges : Bien
- Système de prévention des collisions avant de véhicule à véhicule (en option et en standard) : Supérieur
- Phares (toutes les versions construites après juin 2019) : Acceptable
- Ancrages de siège enfant Isofix, facilité d'utilisation : Acceptable[48]

Pour l'année modèle 2021, chaque Ford Explorer est doté de ces caractéristiques de sécurité avancées:
- Atténuation des collisions frontales (vous avertit d'une collision imminente et applique les freins dans certains scénarios)
- Moniteur d'angles morts avec alerte de trafic transversal arrière (vous avertit si un véhicule se trouve dans votre angle mort lors d'un changement de voie ou en marche arrière)
- Aide au maintien dans la voie (ramène le véhicule dans sa voie s'il commence à dériver au-dessus du marquage de la voie)
- Contrôle du balancement de la remorque (ajuste les freins du véhicule pour aider à contrôler le mouvement de la remorque si une remorque commence à se balancer)

### Moteurs
En Europe, l'Explorer est disponible en motorisation essence hybride rechargeable associant un V6 3.0 litres de 363 ch avec un électromoteur de 100 ch alimenté par une batterie lithium-ion d'une capacité de 13,6 kWh, l'ensemble procurant 457 ch et 825 N m de couple aux quatre roues motrices via une boîte automatique à 10 rapports, mais seulement 102 ch en tout électrique.
| Type                                                    | Année modèle                         | Puissance       | Couple  |
| ------------------------------------------------------- | ------------------------------------ | --------------- | ------- |
| Quatre cylindres en ligne EcoBoost de 2,3 L (2 253 cm3) | 2020-,                               | 304 ch (224 kW) | 420 N m |
| V6 Hybrid de 3,3 L (3 300 cm3)                          | 2020-, Police Interceptor Utility    | 322 ch (237 kW) | 450 N m |
| V6 de 3,3 L (3 300 cm3)                                 | 2020-, Police Interceptor Utility    | 289 ch (213 kW) | 353 N m |
| V6 EcoBoost TT de 3,0 L (3 000 cm3)                     | 2020-, ST/Police Interceptor Utility | 406 ch (300 kW) | 563 N m |
| V6 EcoBoost TT de 3,0 L (3 000 cm3)                     | 2020-, Platinum                      | 370 ch (272 kW) | 515 N m |
| V6 EcoBoost Hybrid TT de 3,0 L (3 000 cm3)              | 2020-                                | 450 ch (331 kW) | 841 N m |

### Finitions
- ST-Line
- Platinum

## Ford Explorer (2023-)
Ford dévoile un nouveau SUV compact 100 % électrique le 21 mars 2023, qui reprend le nom Explorer, et qui est destiné à l'Europe. Il ne remplace pas l'Explorer américain qui continue sa commercialisation aux États-Unis, mais qui n'est plus diffusé en Europe. L'Explorer européen repose sur la plateforme technique MEB de son cousin Volkswagen ID.4, puisque les deux constructeurs s'étant associés pour construire des véhicules électriques.

## Variantes

### Ford Explorer Sport (1991-2003)
En tant que successeur direct du Bronco II, Ford a développé une version trois portes de l'Explorer pour l'année modèle 1991; bien que de 254 mm que son homologue à cinq portes, le modèle trois portes était encore près de 330 mm plus long que le Bronco II. Pour la première génération, le modèle trois portes était disponible dans toutes les versions (sauf Limited), avec le Sport offert en tant que finition exclusive au modèle trois portes. Distingué par des passages de roue et des panneaux de bas de caisse de couleur noire, le Sport était inséré entre le XL et le XLT. Pour 1995, Expedition était offert en tant que finition pour l'Explorer trois portes ; remplaçant la finition Eddie Bauer, la plaque signalétique a été retirée après 1995 en préparation du SUV full-size quatre portes de 1997.
Au cours de la deuxième génération, les versions XL et XLT ont été retirées pour l'année modèle 1998, tous les Explorer trois portes devenant des Explorer Sport. Pour 2001, l'Explorer Sport a été séparé de l'Explorer quatre portes, conservant la carrosserie et le châssis de la deuxième génération et adoptant le carénage avant de l'Explorer Sport Trac.
Ford a abandonné le Ford Explorer Sport après l'année modèle 2003, le véhicule final étant produit en juillet 2003.

### Ford Explorer Sport Trac (2001-2010)
Introduit en 2000 en tant que modèle de 2001, l'Explorer Sport Trac est un pick-up intermédiaire dérivé de l'Explorer de deuxième génération, devenant le premier pick-up Ford de taille moyenne. Contrairement au Ranger, le Sport Trac était principalement commercialisé comme un véhicule à usage personnel plutôt que pour un usage professionnel.
Uniquement offert en tant que double cabine quatre portes, le design du Sport Trac partageait des points communs avec plusieurs véhicules. Partageant le cadre et l'empattement du Ranger SuperCab, le Sport Trac combinait le carénage avant de l'Explorer Sport avec une double cabine dérivée de l'Explorer quatre portes; la benne de ramassage (conçu pour la gamme de modèles) partageait son hayon avec le F-150 SuperCrew.
Le Sport Trac de 2001-2005 était la version finale de l'Explorer dérivé du Ranger. Après avoir sauté l'année modèle 2006, un Sport Trac de deuxième génération a été produit de 2007 à 2010 (dérivé de l'Explorer de quatrième génération).

### Ford Police Interceptor Utility
Après la fin de la production de la Ford Crown Victoria Police Interceptor en 2011, Ford a commencé le développement d'une variante du Ford Explorer pour les services de police. Pour l'année modèle 2013, Ford a présenté le Police Interceptor Utility; comme dans le cas de la variante Police Interceptor Sedan de la Ford Taurus, l'Utility est appelé Ford Police Interceptor au lieu de Ford Explorer.
Tout comme la Police Interceptor Sedan et le Ford Expedition SSV, l'Utility n'est pas vendu à la vente au détail et est spécialement conçu pour être utilisé par les forces de l'ordre ou par d'autres agences de services d'urgence. Outre des options spécifiques aux flottes, telles que des roues en acier et des dispositions pour des schémas de peinture spécifiques à l'utilisateur (comme des portes contrastées), l'Utility est livré avec des dispositions pour l'installation d'équipements d'urgence tels que des radios, des barres lumineuses et des sirènes. Pour libérer de l'espace intérieur pour de l'équipement sur la console centrale, la transmission est équipée d'un levier de vitesses monté sur colonne.
Le Police Interceptor Utility est livré de série avec un groupe motopropulseur à traction intégrale. Par rapport à un Explorer standard, l'Utility est équipé de disques de frein plus grands, de systèmes ABS et de contrôle de traction plus avancés, d'un système de refroidissement plus efficace et d'autres équipements standard de police.
Lors de son lancement, le moteur initial installé était une version 3,7 L de 309 ch (227 kW) du V6 Ti-VCT, partagée avec la Ford Mustang et le F-150. Pour 2014, Ford a ajouté le V6 EcoBoost 3,5 L de 370 ch (272 kW) (partagé avec la Police Interceptor Sedan et la Ford Taurus SHO).
La California Highway Patrol (CHP) utilise désormais le Police Interceptor Utility, car les voitures de patrouille actuelles, les Ford Taurus, Chevrolet Caprice et Dodge Charger, ne répondaient pas à la charge utile requise par la CHP pour une voiture de patrouille universelle. En mai 2014, les statisticiens R.L. Polk ont déclaré que le Police Interceptor Utility était le véhicule de police le plus populaire, sur la base des chiffres de vente de 2013 aux États-Unis.

#### Ford Police Interceptor Utility de 2020
Pour l'année modèle 2020, Ford a créé un Police Interceptor Utility de deuxième génération, dérivé de l'Explorer de sixième génération. Exclusivement offert en configuration à traction intégrale, l'Utility est proposé avec un V6 biturbo de 3,0 L et en hybride, avec un V6 de 3,3 L et un moteur électrique. Une version atmosphérique du moteur V6 de 3,3 L est également proposée aux ministères, ce qui n'est pas disponible sur les modèles civils.
À la suite du passage depuis l'architecture D4 vers l'architecture CD6, le Police Interceptor Utility gagne de l'espace de chargement (même avec des batteries hybrides à bord) par rapport à son prédécesseur. Au total, le système hybride a diminué la consommation de carburant combinée de l'Utility de 12,4 L/100 km à 9,8 L/100 km, une augmentation de 26%.

### Mazda Navajo (1991-1994)
Le Ford Explorer de première génération était vendu par Mazda de 1991 à 1994 sous le nom de Mazda Navajo. Uniquement offert dans une configuration trois portes, seuls des détails de conception mineurs différaient le Navajo de son homologue Ford.
Avec un carénage avant révisé, le Navajo a reçu de nouveaux feux arrière et de nouvelles roues; les pare-chocs étaient peints en gris foncé (entraînant la suppression de toutes les garnitures chromées). L'intérieur était largement partagé entre les deux gammes de modèles, le Navajo recevant son propre lettrage pour le tableau de bord (en ligne avec d'autres véhicules Mazda); Le lettrage Mazda a été ajouté au moyeu du volant Ford.
À la place des trois finitions offertes sur le Ford Explorer trois portes, Mazda a offert le Navajo en finition DX de base et en finition LX haut de gamme (à peu près l'équivalent de l'Explorer Sport et de l'Explorer XLT trois portes). Uniquement proposé avec quatre roues motrices lors de son lancement, une version du Navajo à traction arrière a été introduite pour 1992. Comme pour l'Explorer de première génération, tous les Navajo étaient équipés d'un V6 de 4,0 litres; une boîte manuelle à cinq vitesses était standard, avec une boîte automatique à quatre vitesses offerte en option (sur les DX et LX).
Au début des années 1990, les SUV sont devenus des alternatives aux breaks, entraînant une baisse de la demande de SUV deux portes. Après l'année modèle 1994, Mazda a retiré le Navajo, revenant en 2000 avec le Tribute quatre portes (un homologue du Ford Escape).

### Mercury Mountaineer (1997-2010)
Le Ford Explorer était vendu par la division Mercury sous le nom de Mercury Mountaineer de 1997 à 2010. Développé en tant que concurrent de l'Oldsmobile Bravada, le Mountaineer était un SUV haut de gamme quatre portes situé au-dessus de l'Explorer Limited. Marquant la réintroduction de la calandre de style cascade dans la marque Mercury, la gamme de modèle se distinguait par un style bicolore (et plus tard monochromatique) différent de celui de l'Explorateur.
Coïncidant avec la fermeture de la marque Mercury en 2010, le Mountaineer a été retiré après l'année modèle 2010; trois générations ont été produites, le Mountaineer servant de plus grand SUV Mercury (au-dessus du Mariner).

### Lincoln Aviator
Le Ford Explorer a été vendu deux fois par la division Lincoln sous le nom de Lincoln Aviator. De 2003 à 2005, le Lincoln Aviator était commercialisé en tant que contrepartie de l'Explorer de troisième génération. Premier SUV de taille moyenne vendu par Lincoln, la gamme de modèles se situait entre le Mercury Mountaineer et le Lincoln Navigator. À la suite de l'introduction de l'Explorer de quatrième génération, la gamme de modèles a été reconditionnée en tant que crossover basé sur le Ford Edge et renommée Lincoln MKX (aujourd'hui Lincoln Nautilus).
Pour 2020, le Lincoln Aviator a été relancé (après une interruption de 14 ans) en tant que SUV de taille moyenne; comme auparavant, la gamme de modèles est un homologue Lincoln du Ford Explorer (de la sixième génération) et du Lincoln Navigator. L'Aviator de deuxième génération est le premier véhicule Lincoln offert avec une capacité hybride rechargeable en option; sa puissance combinée de 501 ch (368 kW) est la plus élevée jamais vue pour un véhicule Lincoln.

## Ventes à l'exportation

### Modèles britanniques
Au Royaume-Uni, le Ford Explorer était initialement disponible en un seul modèle, avec le moteur de 4,0 litres et avec une spécification élevée - les seules options de concessionnaire étant l'intérieur cuir. Les Explorer de deuxième et troisième génération du Royaume-Uni et d'autres marchés avec conduite à droite utilisaient un levier de vitesses et un frein à main montés sur la console centrale au lieu d'un levier de vitesses montés sur la colonne de direction et d'une pédale de frein de stationnement utilisés dans les modèles nord-américains. En 1998, l'Explorer rénové était disponible avec des changements esthétiques intérieurs mineurs et un hayon arrière révisé qui centrait la plaque d'immatriculation arrière. En 1999, la gamme de modèles a été légèrement remaniée, le modèle de base devenant le XLT avec une version spéciale, le North Face, commercialisée avec un lien avec les vêtements de plein air North Face. La version North Face était disponible en vert foncé ou en argent, avec des pare-chocs couleur carrosserie, des sièges chauffants en cuir et un multilecteur CD de série. En 2000, le North Face était également disponible en noir.

### Moyen-Orient et Asie
Au Moyen-Orient, à Taiwan et en Chine, le Ford Explorer de 2012 est actuellement disponible en plusieurs versions, toutes équipées d'un moteur V6 de 3,5 litres et d'une boîte de vitesses automatique. Certains marchés du CCG proposent la version à traction avant comme modèle de base, tandis que la plupart des finitions ont une transmission intégrale de série. L'Explorer de dernière génération a été rendu disponible au Japon à l'automne 2015.

### Exportations actuelles
À partir de 2009, l'Explorer est également vendu en Bolivie, au Chili, au Canada, au Mexique, au Panama, en République Dominicaine, au Japon, en Corée du Sud, en Israël, en République de Chine (Taiwan), aux Philippines, en Turquie, en Russie, en Islande, en Allemagne, au Moyen-Orient et certains pays d'Amérique du Sud et d'Afrique.
Depuis 2014, l'Explorer est également disponible en Ukraine et en Biélorussie. À partir de 2018, les Explorer de fabrication américaine sont également exportés au Vietnam.

### Autre usage
Des véhicules Ford Explorer Gothic Black sont également utilisés par des agences fédérales, telles que les services secrets des États-Unis.

## Critique et controverses

### Controverse sur les tonneaux et les pneus Firestone
240 décès et 3000 blessures catastrophiques ont résulté de la combinaison de pneus Firestone et d'Explorer de première génération. La bande de roulement du pneu se séparait et, en conséquence, le véhicule a eu un taux de tonneau inhabituellement élevé. La réputation des deux entreprises a été ternie. Cet événement a entraîné une rupture dans le partenariat Ford/Firestone vieux de 90 ans.
Le risque de tonneau est intrinsèquement plus élevé dans les véhicules à base de pick-ups, comme l'Explorer, que dans les voitures de tourisme ordinaires, car la modification du matériel à 4 roues motrices volumineux nécessite une augmentation de la hauteur pour éviter de compromettre la garde au sol (augmentation du centre de gravité) et l'empattement court réduit encore la stabilité. Le précédent Bronco II avait déjà été cité par Consumer Reports pour des tendances de tonneau dans les virages.
L'Explorer a été autorisé par la NHTSA comme n'étant pas plus dangereux que tout autre SUV lorsqu'il est conduit de manière non sécuritaire. Il utilisait les mêmes pneus que le Ford Ranger avec une cote relativement basse pour les températures élevées. Les recommandations de réduction de la pression des pneus ont davantage adouci la conduite et amélioré la stabilité d'urgence grâce à une traction accrue, mais augmentaient les risques de surchauffe des pneus. La refonte de 1995, avec une nouvelle suspension, a légèrement relevé le centre de gravité de l'Explorer, mais elle a été qualifiée de sans importance par un porte-parole de Ford. Les notes des ingénieurs de Ford suggéraient d'abaisser la hauteur du moteur, mais cela aurait augmenté le coût de la nouvelle conception.
Les taux de tonneau de l'Explorer, au moment de la controverse, étaient plus élevés que ceux de tous ses concurrents. Alors que Firestone a produit des millions de pneus inférieurs aux normes et potentiellement défectueux, il a été la cause initiale de nombreuses perte de contrôle, tonneaux, séparation de la bande de roulement des Ford Explorer avec pneus Firestone, le blâme a été transféré vers Ford pour un véhicule mal conçu et instable .
En mai 2000, la National Highway Traffic Safety Administration (NHTSA) des États-Unis a contacté Ford et Firestone au sujet d'une incidence plus élevée que la normale de défaillances de pneus sur les Ford Explorer, Mercury Mountaineer et Mazda Navajo équipés de pneus Firestone (incluant plus tard les pick-ups Ford Ranger et Mazda Série B). Les défaillances impliquaient toutes une séparation de la bande de roulement, dans laquelle la carcasse extérieure de la bande de roulement se délaminait et provoquait une perte rapide de pression des pneus. Ford a enquêté et a constaté que plusieurs modèles de pneus Firestone de 15 pouces (381 mm) (ATX, ATX II et Wilderness AT) présentaient des taux de défaillance plus élevés, en particulier ceux fabriqués à l'usine Firestone de Decatur, dans l'Illinois.
Ford a recommandé un gonflage des pneus de seulement 1,8 bar contribuant probablement au problème de séparation de la bande de roulement en faisant fonctionner les pneus à des températures plus élevées que la normale.
Ford a soutenu que Firestone était en faute, soulignant que les pneus fabriqués par Firestone étaient très défectueux. Néanmoins, Ford a par la suite recommandé que les pneus avant et arrière devraient être gonflés à 2 bars sur tous les modèles d'Explorer et a envoyé par la poste à tous les propriétaires enregistrés un autocollant de pression des pneus de remplacement indiquant la même chose.
Certains ont fait valoir que la mauvaise réaction du conducteur à l'éclatement d'un pneu était un facteur contributif. Lorsqu'un pneu éclatait, le véhicule subissait une secousse soudaine et de nombreux conducteurs réagissaient en contre-braquant pour tenter de reprendre le contrôle. Cette action entraînerait un déplacement du poids du véhicule, entraînant un tonneau, en particulier à des vitesses plus élevées (de nombreux rapports de tonneaux concernaient des véhicules conduits à des vitesses de 70 mi/h (113 km/h) et plus). Lors d'un test simulant des dizaines d'éclats de pneus, Larry Webster, pilote d'essai pour le magazine Car & Driver, a pu à plusieurs reprises arrêter sans incident un Explorer de 1994 à une vitesse de 70 mi/h (113 km/h),. Selon le magazine Forbes, les experts automobiles et la NHTSA affirment que la grande majorité des accidents de collision et des décès n'ont pas été causés par le véhicule, mais par le conducteur, par les conditions routières ou par une combinaison des deux. De nombreux avocats en dommages corporels ne sont pas d'accord avec ce point de vue,.
En réponse aux allégations de Firestone concernant les défauts de conception de l'Explorer, la NHTSA a entrepris une enquête préliminaire et a signalé qu'aucune autre mesure n'était nécessaire. Sa conclusion était que l'Explorer n'était pas plus enclin au tonneau que les autres SUV compte tenu de son centre de gravité élevé. L'introduction et la prolifération ultérieure de systèmes électroniques de contrôle de la stabilité ont essentiellement atténué et résolu cette lacune[réf. nécessaire].
En mai 2001, Ford a annoncé qu'il remplacerait 13 millions de pneus Firestone montés sur les véhicules Explorer.

### Remorques U-Haul
Le 22 décembre 2003, U-Haul, la plus grande société américaine de location d'équipement, a annoncé qu'elle interdirait à ses points de vente de louer des remorques aux personnes prévoyant de remorquer derrière des Ford Explorer en raison de problèmes de fiabilité, sans données publiées pour étayer la réclamation. Des rapports non officiels d'employés ont indiqué que cela était dû à la séparation du pare-chocs arrière du véhicule, qui comprend le crochet de remorquage. U-Haul n'a pas modifié ses politiques concernant la location de remorques aux personnes prévoyant de remorquer derrière le Mercury Mountaineer, le Mazda Navajo ou des versions antérieures du Lincoln Aviator, qui sont tous mécaniquement identiques au Ford Explorer. À la mi-2013, U-Haul a commencé à permettre aux Ford Explorer de l'année modèle 2011 et plus récents de remorquer leurs remorques. Tous les autres véhicules de la Ford Motor Company sont autorisés à remorquer des remorques U-Haul.

### Fiabilité
Le moteur V6 SOHC de 4,0 litres trouvé dans les Explorer de deuxième, troisième et quatrième génération était connu pour la rupture des guides des chaînes de distribution, des cassettes et des tendeurs en plastique, entraînant un tic-tac, un cliquetis ou un «hochet de la mort» de la chaîne de distribution. Ce problème peut survenir dès 72 000 km dans certains véhicules. Lorsque le moteur tourne pendant une période prolongée avec ce problème, le moteur peut sauter le timing ou cesser de fonctionner, endommageant les têtes et les soupapes.
Le cliquetis de la chaîne de distribution a été atténué au cours des dernières années du SOHC (dans la plupart des véhicules, après 2002) avec des cassettes et des tendeurs mis à jour.
Les transmissions de la série 5R55 trouvées dans les Explorer de la deuxième à la quatrième génération étaient également connues pour leurs défaillances prématurées. Les problèmes courants avec cette transmission incluent, mais sans s'y limiter, l'usure de l'alésage de l'axe de servo, l'usure prématurée du carter de transmission et l'usure excessive du corps de soupape.
Les pompes à eau des Ford Explorer de 2011 à 2019 et Ford Police Interceptor Utility de 2013 à 2019 équipées du V6 de 3,5 L, du V6 EcoBoost de 3,5 L et du V6 de 3,7 L ont tendance à tomber en panne et potentiellement endommager le moteur lorsqu'elles le font. Les pompes à eau de ces moteurs sont montées à l'intérieur et entraînées par la chaîne de distribution. En conséquence, lorsqu'elles défaillent, l'antigel se déverse directement dans le carter; se mélange avec de l'huile moteur et endommage potentiellement les joints de culasse et les roulements de bielle. Bon nombre de ces pannes de pompe à eau se produisent sans avertissement et les réparations coûtent souvent des milliers de dollars car le moteur doit être démonté ou retiré du véhicule pour accéder à la pompe à eau. Dans certains cas, le moteur devra être purement et simplement remplacé. Un recours collectif a été intenté contre Ford à la suite de ce problème.

## Ventes
| Année modèle | Explorer (États Unis) | Police Interceptor Utility (États Unis) |
| ------------ | --------------------- | --------------------------------------- |
| 1990         | 140 509               | NC                                      |
| 1991         | 282 837               | NC                                      |
| 1992         | 292 069               | NC                                      |
| 1993         | 301 668               | NC                                      |
| 1994         | 278 065               | NC                                      |
| 1995         | 395 227               | NC                                      |
| 1996         | 402 663               | NC                                      |
| 1997         | 383 852               | NC                                      |
| 1998         | 431 488               | NC                                      |
| 1999         | 428 772               | NC                                      |
| 2000         | 445 157               | NC                                      |
| 2001         | 415 921               | NC                                      |
| 2002         | 433 847               | NC                                      |
| 2003         | 373 118               | NC                                      |
| 2004         | 339 333               | NC                                      |
| 2005         | 239 788               | NC                                      |
| 2006         | 179 229               | NC                                      |
| 2007         | 137 817               | NC                                      |
| 2008         | 78 439                | NC                                      |
| 2009         | 52 190                | NC                                      |
| 2010         | 60 687                | NC                                      |
| 2011         | 135 179               | NC                                      |
| 2012         | 158 344               | 5 863                                   |
| 2013         | 178 311               | 14 086                                  |
| 2014         | 189 339               | 20 655                                  |
| 2015         | 224 309               | 24 942                                  |
| 2016         | 216 294               | 32 213                                  |
| 2017         | 238 056               | 33 075                                  |
| 2018         | 227 732               | 33 839                                  |
| 2019         | 168 309               | 18 752                                  |
| 2020         | 226 217               | NC                                      |
| Total        | 7 838 472             | 151 212                                 |